# Pedopenna
Pedopenna ("fot-fjäder") är ett släkte av små, befjädrade maniraptorer från Daohugou-lagren i Inre Mongoliet i norra Kina. Den är möjligen äldre än Archaeopteryx, även om åldern på Daohugou-lagren där den är funnen är omtvistad. En del bedömningar placerar den i äldre krita, men de senaste dateringen placerar den i slutet av mellersta jura (ca 140-168 miljoner år sedan). Hittills är bara en art känt, Pedopenna daohugouensis.
Namnet Pedopenna syftar på de långa fjädrarna på mellanfoten, medan daohugouensis syftar platsen Daohugou, där holotypen är funnen. Pedopenna daohugouensis var troligen en meter eller mindre lång, men eftersom man bara känner till artens bakben så är längden svår att bedöma. Pedopenna räknas till Dromeosauriderna. 